# Tangara růžová
Tangara růžová (Rhodinocichla rosea) je druh amerického pěvce, jediný zástupce rodu Rhodinocichla a čeledi Rhodinocichlidae.

## Systematika
Systematické zařazení tangary růžové se ukázalo být velmi komplikované. Její první vědecký popis zhotovil francouzský přírodovědec René Lesson roku 1832, přičemž pro ni zvolil vědecké jméno Furnarius roseus, původně byla tedy pokládána za zástupce hrnčiříkovitých (Furnariidae). Samostatný rod Rhodicichla vytyčil roku 1852 německý přírodovědec Gustav Hartlaub.
Ačkoli se původní zařazení mezi křikavými pěvci – konkrétně zmiňovanými hrnčiříky – ukázalo být jednoznačně nesprávné, příbuzenské vztahy vůči konkrétním čeledím zpěvných zůstávaly sporné. Tangara růžová byla průběžně klasifikována v rámci střízlíkovitých (Troglodytidae), drozdcovitých (Mimidae), lesňáčkovitých (Parulidae) či tangarovitých (Thraupidae), na základě čehož docházelo i ke změnám jejího obecného jména. Americký přírodovědec Alexander Skutch ve studii z roku 1962 poukazuje na skutečnost, že zatímco povrchně se tento druh podobá střízlíkům či drozdcům, přítomnost pouze devíti ručních letek naznačuje příbuznost spíše k lesňáčkovitým či tangarovitým. Na základě etologických pozorování mj. doporučil jeho klasifikaci buďto v rámci drozdcovitých, anebo v rámci samostatné čeledi. Americký přírodovědec Eugene Eisenmann Skutchovy závěry negoval a doporučil, aby byl rod Rhodinocichla veden v rámci tangarovitých. Dlužno však dodat, že mezi zvažovanými příbuznými druhy Eisenmann zmiňuje i takové, které byly s nástupem molekulární fylogenetiky z tangarovitých vyloučeny; stejný problém se objevuje i u starší práce Huberta Lymana Clarka z roku 1913, jež poukázala na podobnost rodu Rhodinocichla s tangarami rodu Mitrospingus, řazené však nyní v rámci čeledi Mitrospingidae.
Molekulárně-fylogenetické práce jednoznačně potvrdily, že se tangara růžová odvětvuje uvnitř širšího kladu sdružujícího zpěvné s devíti ručními letkami („nine-primaried oscine group“). Zvažovanou příbuznost s drozdcovitými vyloučila již analýza mtDNA Seutin & Bermingham z roku 1997, jež tangaru růžovou zařadila do čeledi strnadovitých (Emberizidae), ovšem hodnocené v podstatně širším smyslu oproti jejímu současnému pojetí, když zahrnovala mj. i právě tangary či lesňáčky.
Relativně neprůkazné závěry ohledně příbuzenských vztahů rodu Rhodinocichla s ostatními čeleděmi „nine-primaried oscine group“ poskytla práce Barker & kol., 2013, jež zároveň doporučila rod klasifikovat v rámci samostatné čeledi Rhodinocichlidae (popisnou autoritu podle autorů představuje Ridgway, 1902). Na základě molekulárních dat však může čeleď Rhodinocichlidae představovat jednu z nejbazálnějších větví či nejbazálnější větev celého zmiňovaného kladu.
Tangara růžová je dělena na následujících pět poddruhů, níže uvedených i s areálem výskytu. Nelze vyloučit jejich budoucí klasifikaci na úrovni samostatných druhů.
- R. r. schistacea Ridgway, 1878 – západní Mexiko (Ridgway, 1902 pokládal tuto formu za samostatný druh[11][4]);
- R. r. eximia Ridgway, 1902 – západní Kostarika až střední Panama;
- R. r. harterti Hellmayr, 1918 – severní až středoseverní Kolumbie;
- R. r. beebei Phelps, WH & Phelps, WH Jr, 1949 – Serranía del Perijá (pohoří mezi Kolumbií a Venezuelou);
- R. r. rosea (Lesson, RP, 1832) – severozápadní až severní Venezuela.

## Popis

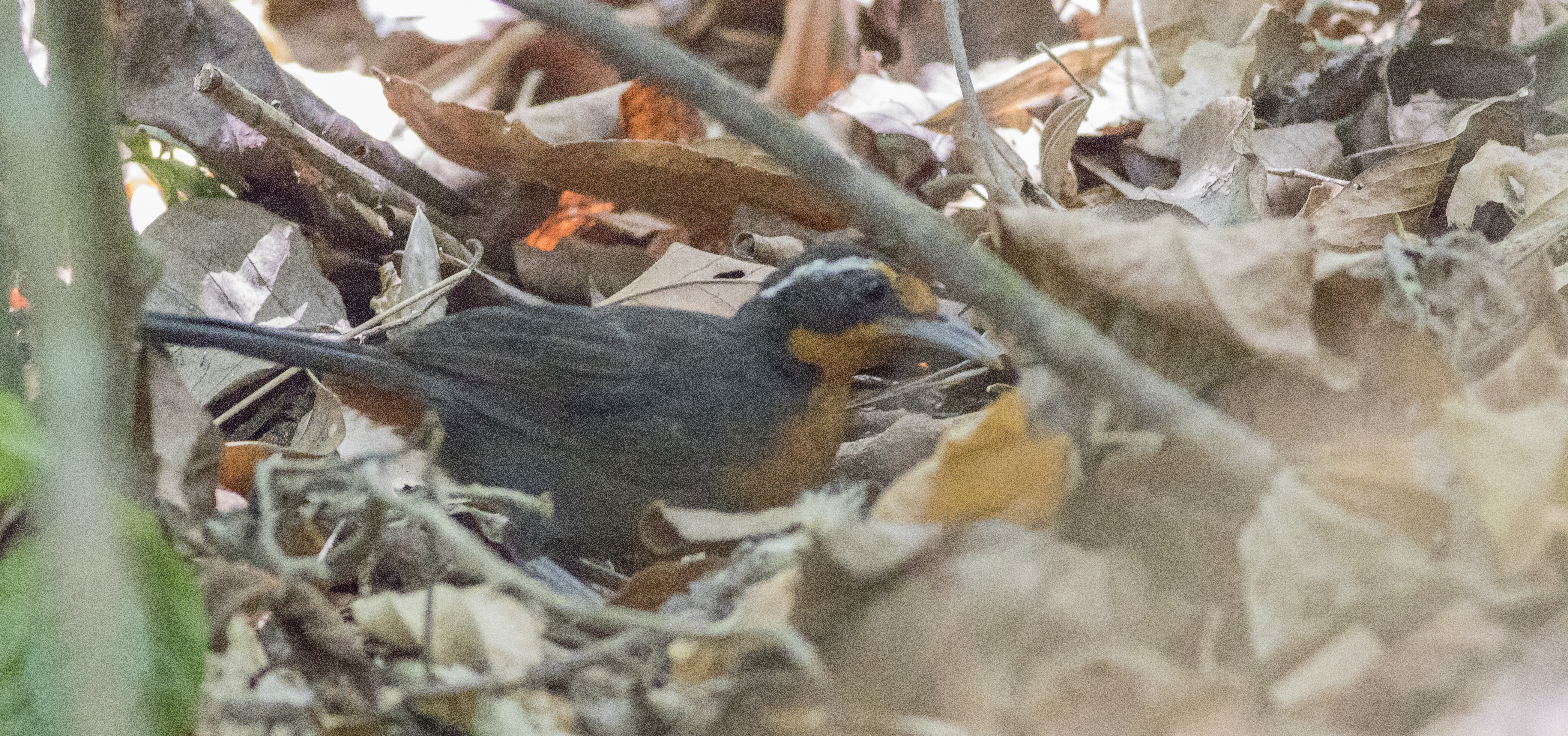
Samice tangary růžové, Panama

Tangara růžová je středně velký zpěvný pták, jenž se vyznačuje středně dlouhým zakulaceným ocasem a mírně zakřiveným a na konci zahnutým zobákem. Celková velikost těla činí asi 19 až 20 cm a tělesná hmotnost dosahuje 43 až 52 g. V případě samce je základní zbarvení opeření břidlicově šedé, přičemž letky jsou nahnědlé, boky hnědošedé a ohyb křídel, hrdlo a spodní partie mají výrazné zbarvení v odstínech růžové. Růžový je rovněž nadoční proužek, jenž nicméně může blednout. Samice mají namísto růžového zbarvení příslušné plochy oranžové až skořicové. Jednotlivé poddruhy se odlišují zejména konkrétními odstíny opeření; například tangary v Mexiku a Jižní Americe mají šedavý hřbet, zatímco tangary v nižších polohách Střední Ameriky mají hřbet výrazně černý.

## Chování a ekologie

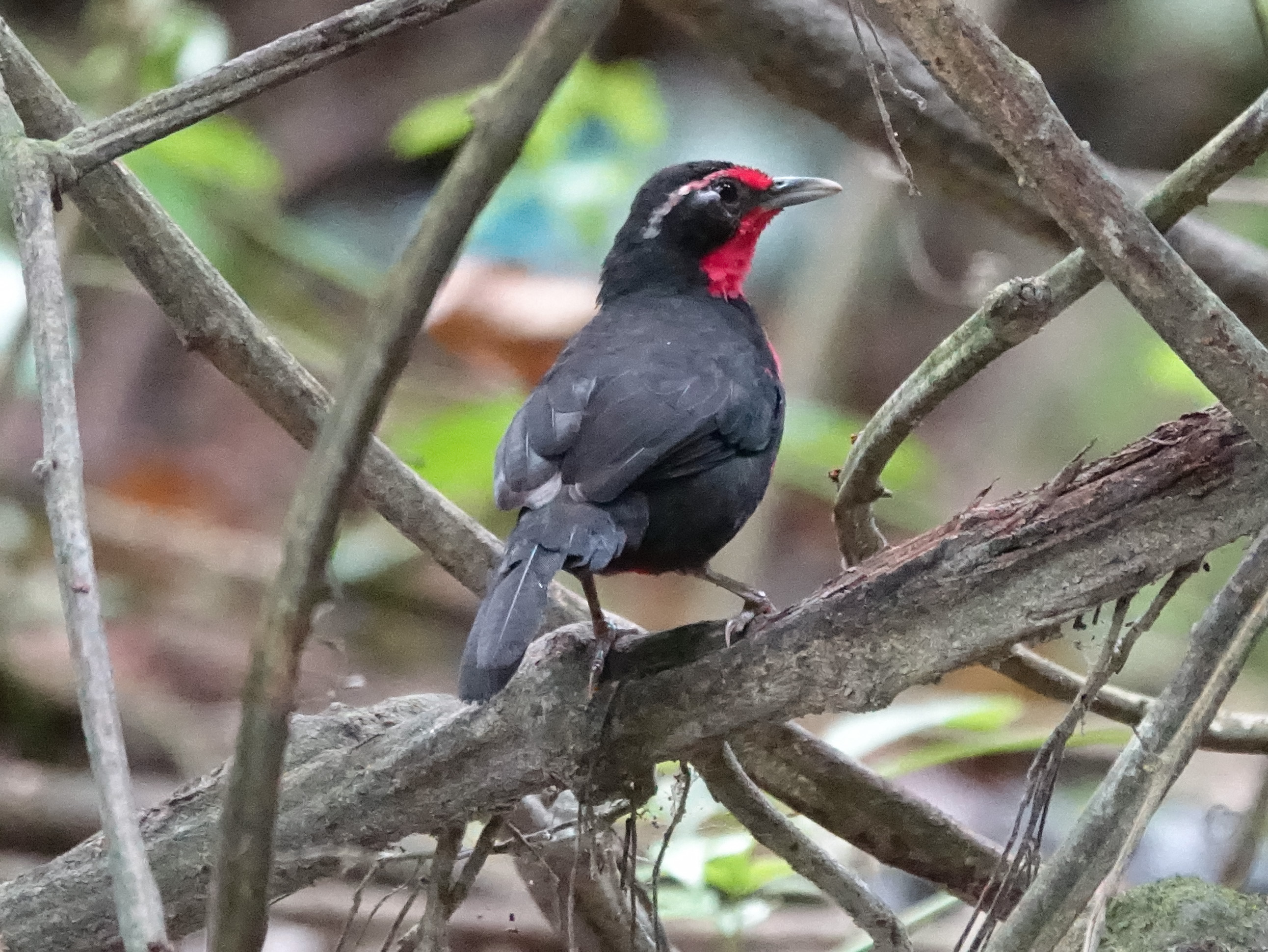
Tangara růžová

Tangara růžová žije spíše v podhůří a na nižších svazích ve Střední a Jižní Americe, rozsah tolerované nadmořské výšky se však liší v závislosti na obývané lokalitě (v Mexiku činí 0–1000 m, v Kostarice 250–900 m, ve Venezuele 100–1450 m a v Kolumbii žije až do nadmořské výšky 1700 m). Co se týče přirozeného prostředí, většinou je spjata s houštinami a křovinnou vegetací, včetně trnitých lesů v Mexiku či porostů rákosovců v Kostarice. Potravu si tangary shání v podrostu, zobák přičemž využívají k přehrabování podestýlky. Jídelníček tvoří hmyz a další druhy bezobratlých, stejně jako semena a plody.
V mnohých etologických ohledech se tangara růžová odlišuje od pravých tangar, a naopak vykazuje určité podobnosti s čeledí drozdcovitých, které představují výsledek konvergentního vývoje. Tangara růžová se typicky krmí na zemi; zpěv je rozmanitý a výrazný, často párový; základ hnízda si tito ptáci vytvářejí z klacků a na jeho stavbě i inkubaci vajec se podílí jak samec, tak samice. Navzdory pestrému zbarvení může být obtížné tangaru spatřit ve volné přírodě, protože se chová plaše, skrývá se v husté vegetaci a při vyplašení obvykle uniká skoky či kratším letem, jen zřídkakdy se stahuje do stromových korun.
Snůšku tvoří 2 až 3 vejce, jež jsou bílá nebo světle modrá a s černými znaky. O rozmnožování a vývoji mláďat je však známo jen malé množství informací.

## Ohrožení
Mezinárodní svaz ochrany přírody (IUCN) považuje ve svém vyhodnocení stavu ohrožení z roku 2021 tangaru růžovou za málo dotčený druh. Celková velikost populace činí dle odhadů asi 20 000 až necelých 50 000 dospělců, IUCN předpokládá její mírný pokles.